# Харрисон, Дхани
Дха́ни Ха́ррисон (англ. Dhani Harrison; род. 1 августа 1978, Виндзор, Беркшир) , точнее — Дани (англ. Dhani [ˈdæni]) — британский музыкант, сын Джорджа Харрисона. Дхани Харрисон дебютировал как профессиональный музыкант, завершив работу над последним альбомом своего отца Brainwashed после смерти Джорджа Харрисона в ноябре 2001 года. В 2006 году Дхани Харрисон основал группу thenewno2.

## Ранние годы
Дхани Харрисон родился 1 августа 1978 года в Виндзоре. Мать Дхани — вторая жена Джорджа Харрисона — мексиканка Оливия Тринидад Ариас. Его родители поженились через месяц после рождения сына — 2 сентября 1978 года. Детство Дхани прошло в поместье «Фрайар-парк», которое было основной резиденцией Джорджа Харрисона начиная с 1970 года. Своё имя Дхани получил благодаря увлечению отца индийской музыкой. «Дха» и «ни» — это названия двух нот диатонического звукоряда в индийской традиции. В европейской традиции они соответствуют нотам «ля» и «си».
Дхани вспоминает, как в шестилетнем возрасте он получил свой первый урок игры на ударных от одного из друзей своего отца — «дяди Ринго». Дхани вспоминает, что ещё до этого урока он уже был заядлым барабанщиком и проявил в этом деле необыкновенные для своего возраста способности. Однако, когда Ринго Старр начал играть на ударной установке, Дхани пришёл в страшный испуг от шума и потерял всякий интерес к обучению игре на этом инструменте.
Подобно своему отцу, Дхани был заядлым фанатом автогонок «Формула-1», посещая вместе с Джорджем Харрисоном Гран-при «Формулы-1» по всему миру.

## Образование
Дхани окончил начальную школу «Бэджмор» в Хенли-он-Темс, затем продолжил учёбу в частной средней школе Dolphin School в Твайфорде и в Шиплейк-колледже. После окончания колледжа Харрисон поступил в Брауновский университет, где изучал физику и индустриальный дизайн. По окончании университета Дхани начал профессиональную карьеру в области аэродинамики. Однако вскоре он разочаровался в своём выборе деятельности и, решив последовать по стопам своего отца, начал карьеру музыканта.

## Музыкальная карьера
После смерти Джорджа Харрисона 29 ноября 2001 года Дхани, в сотрудничестве с Джеффом Линном, завершил посмертный альбом Джорджа Brainwashed, который вышел в продажу в 2002 году. 29 ноября 2002 года Дхани принял участие в «Концерте для Джорджа», организованном Эриком Клэптоном в память о Джордже Харрисоне. В концерте, приуроченном к первой годовщине смерти Джорджа, приняли участие многие друзья легендарного битла: Билли Престон, Рави Шанкар, Джефф Линн, Том Петти, Ринго Старр, Джим Келтнер, Пол Маккартни, Эрик Клэптон, Альберт Ли, Джо Браун, а также члены британской комик-группы Монти Пайтон. Во время концерта Дхани играл на акустической гитаре. Незадолго до финала Пол Маккартни обратился к аудитории со словами «Оливия сказала, что с присутствием Дхани здесь на сцене похоже, что Джордж остался молодым, а мы все состарились».
В марте 2006 года Дхани участвовал в видео-подкасте Лаяма Линча «Lynchland». Они выступили дуэтом, и впоследствии их исполнение было издано на альбоме Линча. Дхани также сотрудничал с Джейкобом Диланом в записи песни Джона Леннона «Gimme Some Truth» для альбома в память Леннона под названием Instant Karma: The Amnesty International Campaign to Save Darfur, который вышел 12 июня 2007 года.
В апреле 2006 года Дхани объявил о создании своей группы — музыкального дуэта под названием thenewno2. В том же году ансамбль опубликовал на своём сайте своё первое музыкальное видео «Choose What You’re Watching». В thenewno2 Дхани выполняет роль гитариста и вокалиста, а другой участник группы, Оливер Хекс, играет на синтезаторе и ударных.
В 2007 году Дхани участвовал в записи альбома калифорнийской группы Rooney Calling the World. В том же году он принял участие в записи новой версии песни «While My Guitar Gently Weeps», которая называлась «The Heart Gently Weeps». Она стала дебютным синглом с альбома нью-йоркской хип-хоп группы Wu-Tang Clan 8 Diagrams, выпущенного в декабре 2007 года.

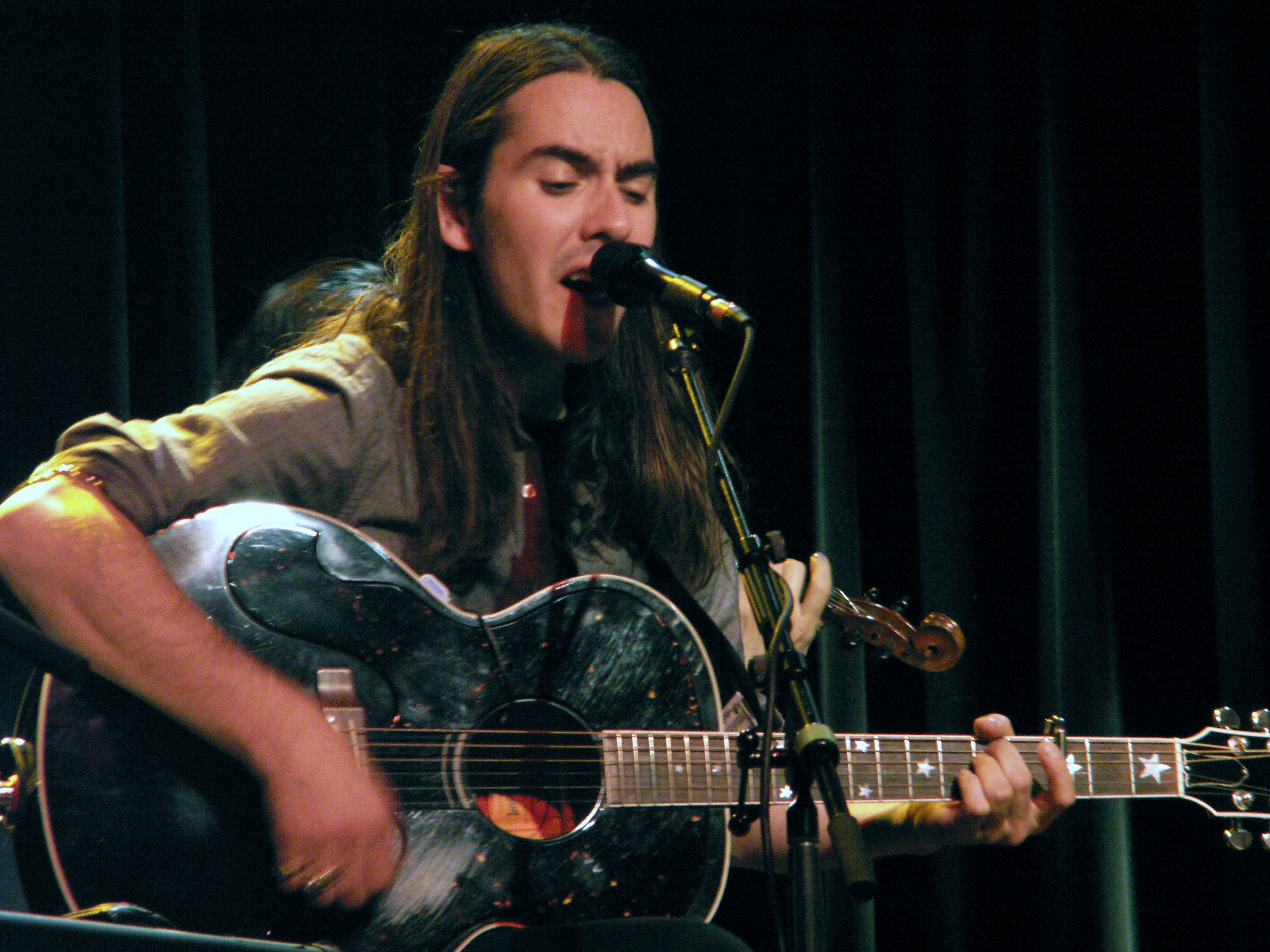
Выступление в Сиэтле, Вашингтон. 2010 год

Дебютный альбом thenewno2 You Are Here поступил в продажу онлайн 11 августа 2008 года и в магазины 31 марта 2009 года. Песня «Crazy Tuesday» была доступна для скачивания как бонусный трек для музыкальной видеоигры «Rock Band 2».
В апреле 2009 года Джордж Харрисон посмертно был удостоен звезды на Голливудской «Аллее славы», пред зданием «Capitol Records». Официальная церемония состоялась 14 апреля. Кроме Дхани и его матери Оливии, в церемонии приняли участие Том Петти, Джефф Линн, Пол Маккартни, Эрик Айдл, Том Хэнкс и другие звёзды. Оливия Харрисон произнесла короткую речь о своём муже. Когда подошёл черёд Дхани, он речи произносить не стал, а просто сказал в микрофон «Харе Кришна».
В феврале 2010 года Дхани, вместе с Беном Харпером и Джозефом Артуром, организовал новую группу Fistful of Mercy. Дебютный альбом группы As I Call You Down был издан 5 октября 2010 года.

## Видеоигры
В 2009 году Дхани принял участие в создании музыкальной видеоигры «The Beatles: Rock Band», которая вышла в продажу 9 сентября 2009 года для игровых платформ Xbox 360, PlayStation 3 и Wii.